# 1. Klasse Ostpreußen 1943/44
Die 1. Klasse Ostpreußen 1943/44 war die elfte und letzte Spielzeit der zweitklassigen 1. Klasse Ostpreußen im Sportgau Ostpreußen. Erneut fand der Spielbetrieb in Kreisgruppen statt, wobei die Kreisgruppen B Tilsit und G Memel zusammengefasst wurden. Da der Spielbetrieb kriegsbedingt in der kommenden Saison nur noch in Königsberg stattfand und die Gauliga aufgelöst wurde, gab es auch keine Aufstiegsrunde mehr.

## Kreisgruppe A Königsberg

### Staffel A
| Pl. | Verein                           | Sp. | S | U | N | Tore    | Quote | Punkte |
| --- | -------------------------------- | --- | - | - | - | ------- | ----- | ------ |
| 1.  | RSV Heiligenbeil (N)             | 4   | 3 | 0 | 1 | 018:700 | 2,57  | 06:20  |
| 2.  | VfL Braunsberg (N)               | 4   | 2 | 0 | 2 | 007:160 | 0,44  | 04:40  |
| 3.  | SV Rasensport-Preußen Königsberg | 4   | 1 | 0 | 3 | 016:180 | 0,89  | 02:60  |
| 4.  | LSV Pillau a                     | 0   | 0 | 0 | 0 | 000:000 | 1,00  | 0:0    |
| 5.  | VfL Labiau b                     | 0   | 0 | 0 | 0 | 000:000 | 1,00  | 0:0    |

| (N) | Aufsteiger aus den 2. Klassen / Neuling |

### Staffel B
| Pl. | Verein                  | Sp. | S | U | N | Tore    | Quote | Punkte |
| --- | ----------------------- | --- | - | - | - | ------- | ----- | ------ |
| 1.  | SV Contienen Königsberg | 8   | 6 | 1 | 1 | 033:210 | 1,57  | 13:30  |
| 2.  | VfL Pillau (N)          | 8   | 4 | 2 | 2 | 031:230 | 1,35  | 10:60  |
| 3.  | VfL Preußisch Eylau     | 8   | 4 | 2 | 2 | 017:150 | 1,13  | 10:60  |
| 4.  | Rastenburger SV (N)     | 8   | 2 | 3 | 3 | 021:220 | 0,95  | 07:90  |
| 5.  | Concordia Königsberg    | 8   | 0 | 0 | 8 | 012:330 | 0,36  | 0:16   |
| 6.  | SV Wacker Königsberg c  | 0   | 0 | 0 | 0 | 000:000 | 1,00  | 0:0    |

| (N) | Aufsteiger aus den 2. Klassen / Neuling |

### Finale 1. Klasse Königsberg
| Datum                             |                                     | Gesamt |                                            | Hinspiel | Rückspiel |
| --------------------------------- | ----------------------------------- | ------ | ------------------------------------------ | -------- | --------- |
| 16. Januar 1944 / 23. Januar 1944 | RSV Heiligenbeil (Sieger Staffel A) | 6:4    | SV Contienen Königsberg (Sieger Staffel B) | 4:3      | 2:1       |

## Kreisgruppe B/G Tilsit/Memel
| Pl. | Verein                     | Sp. | S | U | N | Tore    | Quote | Punkte |
| --- | -------------------------- | --- | - | - | - | ------- | ----- | ------ |
| 1.  | SpVgg Memel                | 10  | 7 | 1 | 2 | 035:240 | 1,46  | 15:50  |
| 2.  | Freya-VfR Memel            | 10  | 6 | 1 | 3 | 043:170 | 2,53  | 13:70  |
| 3.  | SC Memel                   | 10  | 5 | 2 | 3 | 034:230 | 1,48  | 12:80  |
| 4.  | VfB Tilsit (N)             | 10  | 5 | 0 | 5 | 037:370 | 1,00  | 10:10  |
| 5.  | Tilsiter SC (N)            | 10  | 4 | 1 | 5 | 029:360 | 0,81  | 09:11  |
| 6.  | Gehörlosen-TuSV Tilsit (N) | 10  | 0 | 1 | 9 | 017:580 | 0,29  | 01:19  |

| (N) | Aufsteiger aus den 2. Klassen / Neuling |

## Kreisgruppe C Gumbinnen
Aus der Kreisgruppe Gumbinnen ist kein Spielbetrieb überliefert.

## Kreisgruppe D Lyck
| Pl. | Verein                               | Sp. | S | U | N | Tore    | Quote | Punkte |
| --- | ------------------------------------ | --- | - | - | - | ------- | ----- | ------ |
| 1.  | FA Blau-Weiß des TuSV 1882 Angerburg | 6   | 6 | 0 | 0 | 039:200 | 19,50 | 12:0   |
| 2.  | FA LSV Adler des TV Lötzen           | 6   | 2 | 1 | 3 | 011:250 | 0,44  | 05:70  |
| 3.  | Reichsbahn SG Lyck                   | 6   | 2 | 1 | 3 | 007:210 | 0,33  | 05:70  |
| 4.  | SV Lötzen                            | 6   | 0 | 0 | 6 | 007:160 | 0,44  | 0:12   |

## Kreisgruppe E Allenstein
| Pl. | Verein                    | Sp. | S | U | N | Tore    | Quote | Punkte |
| --- | ------------------------- | --- | - | - | - | ------- | ----- | ------ |
| 1.  | VfL Mohrungen             | 6   | 6 | 0 | 0 | 050:100 | 50,00 | 12:0   |
| 2.  | HSV Hindenburg Ortelsburg | 6   | 4 | 0 | 2 | 021:180 | 1,17  | 08:40  |
| 3.  | SV Viktoria Allenstein    | 6   | 1 | 0 | 5 | 007:330 | 0,21  | 02:10  |
| 4.  | SV Allenstein II          | 6   | 1 | 0 | 5 | 005:310 | 0,16  | 02:10  |
| 5.  | VfB Osterode d            | 0   | 0 | 0 | 0 | 000:000 | 1,00  | 0:0    |

## Kreisgruppe F Zichenau
| Pl. | Verein              | Sp. | S | U | N | Tore    | Quote | Punkte |
| --- | ------------------- | --- | - | - | - | ------- | ----- | ------ |
| 1.  | SG Schröttersburg   | 3   | 2 | 0 | 1 | 015:300 | 5,00  | 04:20  |
| 2.  | SV Ostland Zichenau | 2   | 1 | 0 | 1 | 003:500 | 0,60  | 02:20  |
| 3.  | SG Plöhnen          | 0   | 0 | 0 | 0 | 000:000 | 1,00  | 0:0    |
| 4.  | SG Sichelberg       | 1   | 0 | 0 | 1 | 000:100 | 0,00  | 0:20   |

## Kreisgruppe H Bialystok
In der Kreisgruppe Bialystok ist kein Spielbetrieb überliefert.